# Huron megye (Ohio)
Huron megye az Amerikai Egyesült Államokban, azon belül Ohio államban található. Megyeszékhelye Norwalk. Lakosainak száma 58 565 fő (2020. április 1.). Huron megye Ashland, Lorain, Erie, Sandusky, Seneca, Crawford és Richland megyékkel határos.

## Népesség
A megye népességének változása:
| Lakosok száma | 59 594 | 59 421 | 59 294 | 58 889 | 58 469 | 58 565 |
|               | 2010   | 2011   | 2012   | 2013   | 2015   | 2020   |